# Silberberg (Oberbarnim)
Der Silberberg ist eine 87,3 m ü. NHN hohe Erhebung auf der Gemarkung der Gemeinde Oberbarnim im Naturpark Märkische Schweiz im Landkreis Märkisch-Oderland in Brandenburg. Die Erhebung liegt am nordöstlichen Rand des Pritzhagener Forsts, eines ausgedehnten Waldgebiets im Norden des Naturparks. Der Oberbarnimer Ortsteil Pritzhagen liegt rund 890 m nördlich der Erhebung. Im Umfeld des Silberbergs gibt es weitere Erhebungen: In rund 690 m Entfernung liegt nordwestlich der 106,8 m hohe Dachsberg; rund 885 m nördlich die Kreisberge. Nach Süden fällt das Gelände stark ab. Dort liegt im Südwesten der Kleine Tornowsee sowie im Südösten der Pritzhagener Wohnplatz Tornow am Großen Tornowsee.